# Kuventhaler Talbrücke

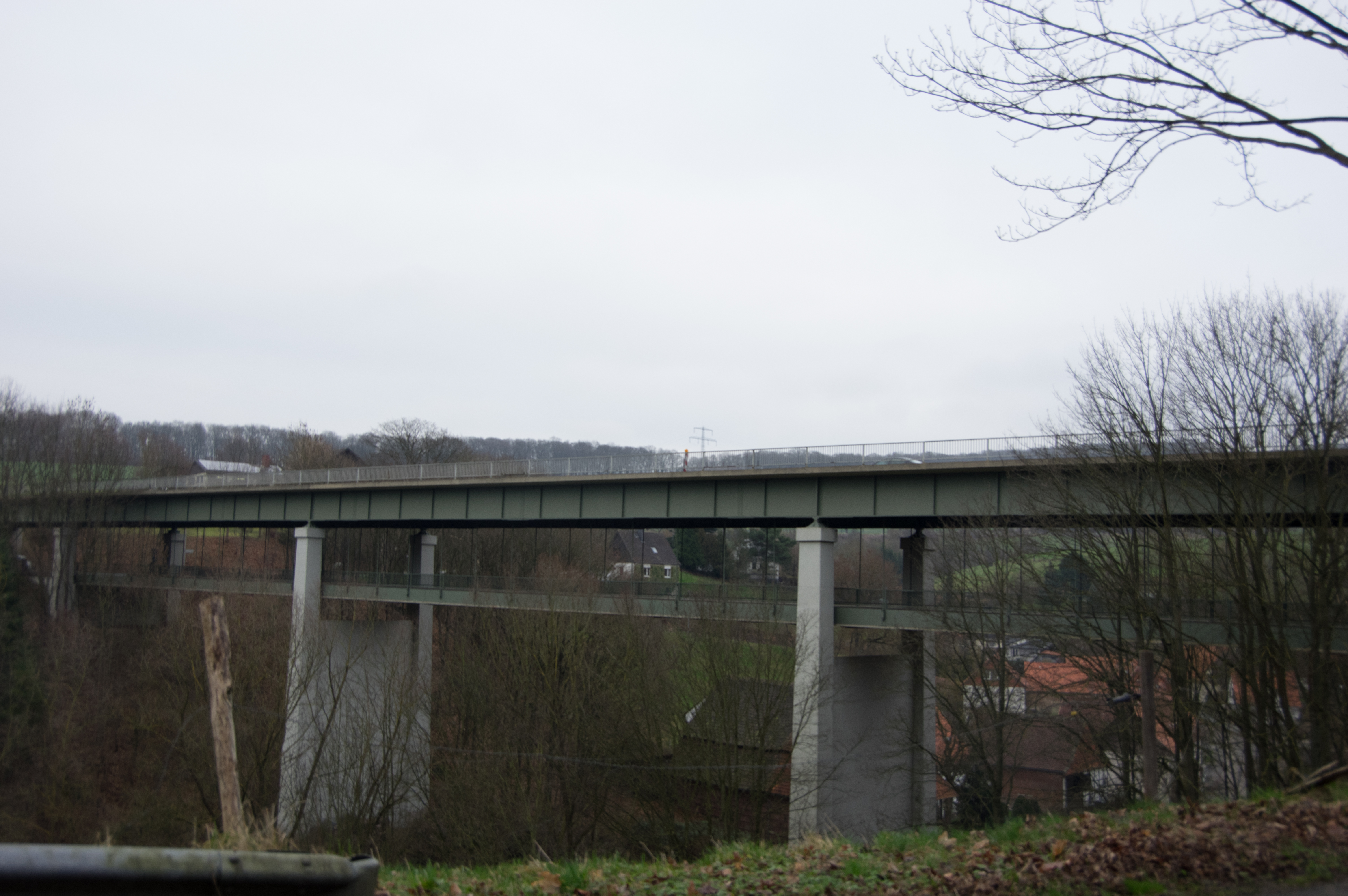
Die Brücke von Kuventhal aus

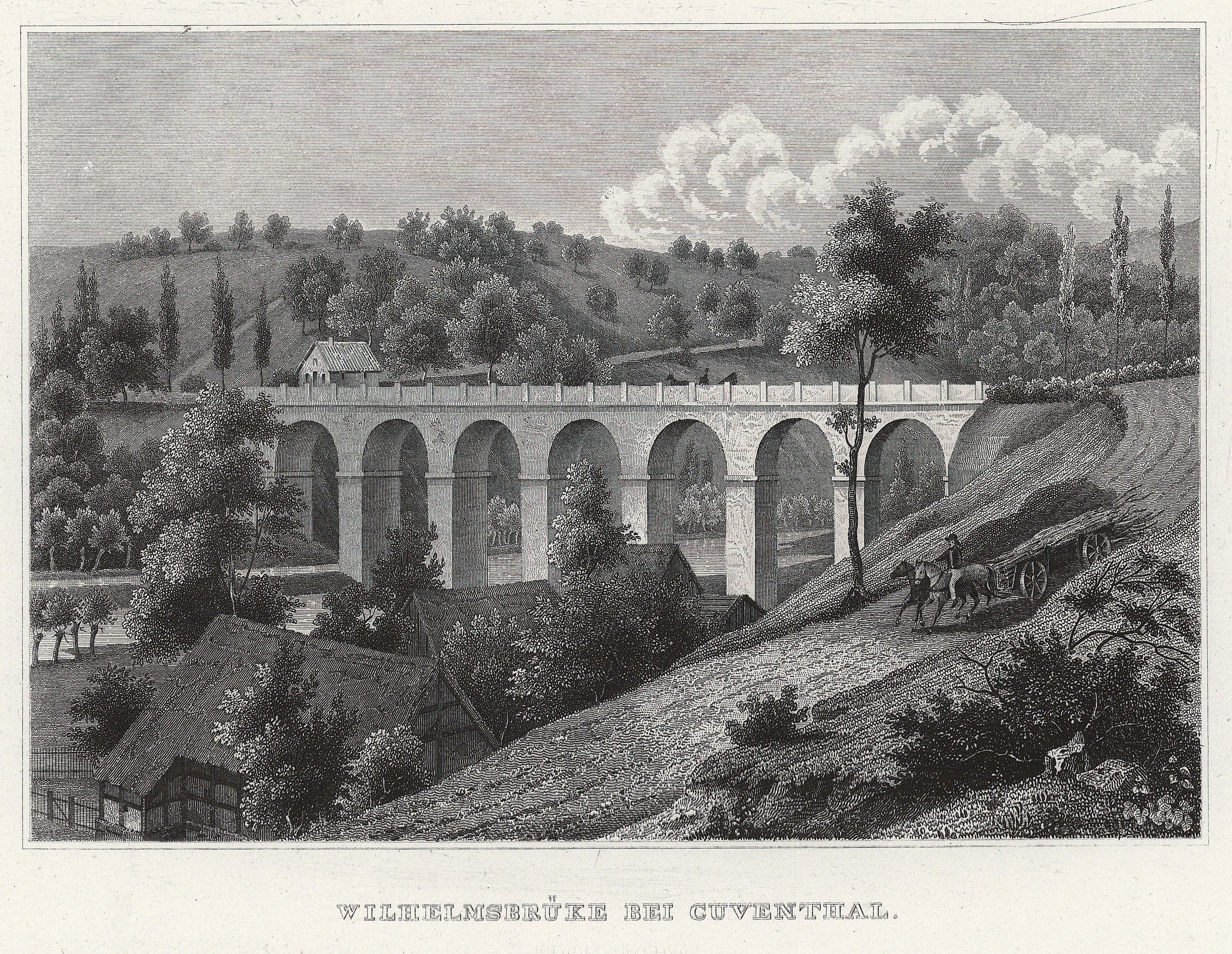
Die Wilhelmsbrücke, Mitte des 19. Jahrhunderts (Stahlstich)

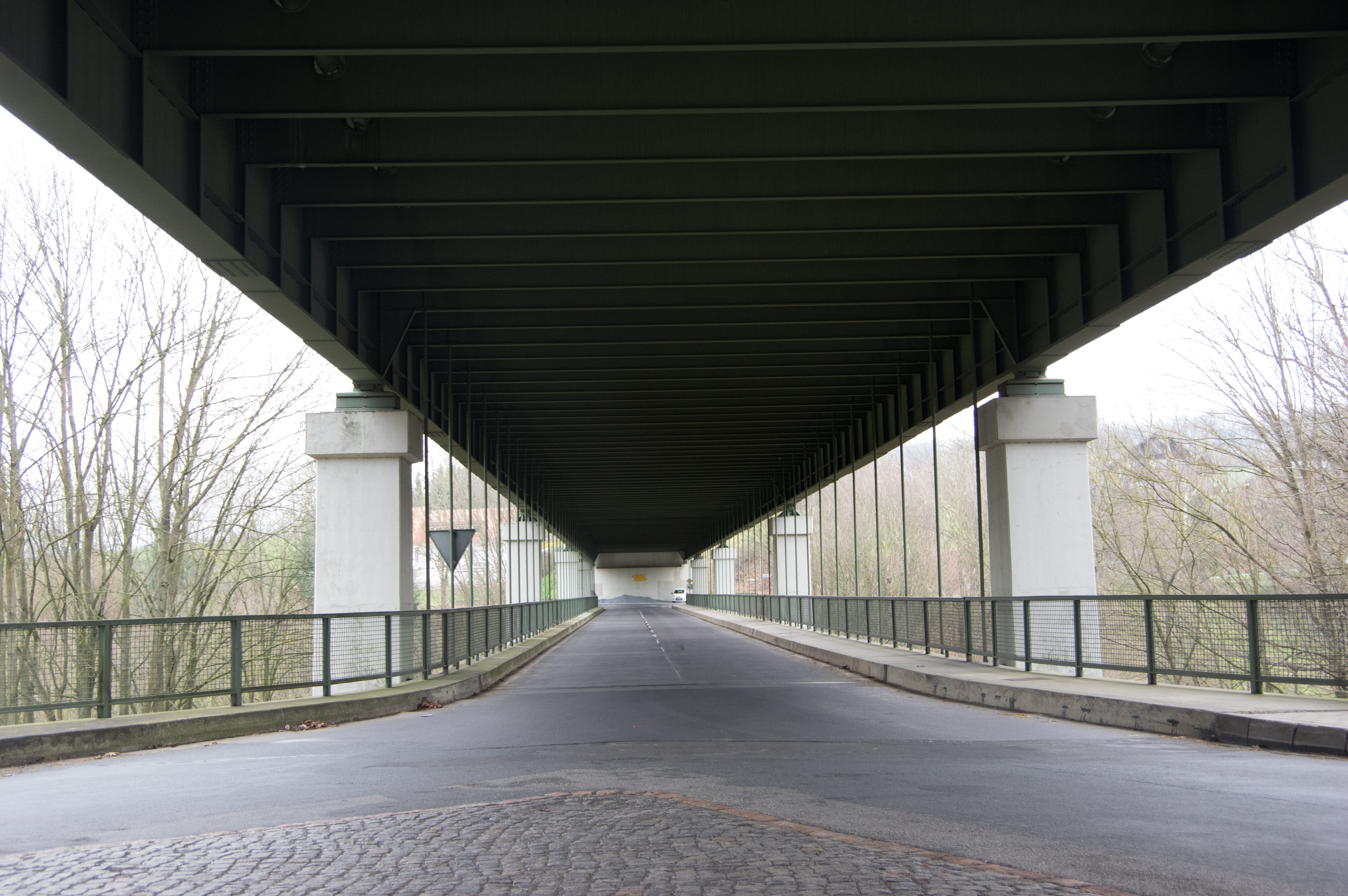
Die untere Brücke

Die Kuventhaler Talbrücke ist eine Doppelstockbrücke in Kuventhal, einem Ortsteil von Einbeck in Niedersachsen. Über die denkmalgeschützte Brücke verläuft die Bundesstraße 3.

## Geschichte
Der Vorgängerbau namens Wilhelmsbrücke stammte aus dem Jahr 1831. Benannt war die Brücke nach dem Bruder von Prinz Adolph Friedrich, Wilhelm IV., der Großbritannien, Irland und Hannover regierte. Die Planungen begannen im Herbst 1827, geplant war die Umgehung der Hube mit ihren steilen Auf- und Abfahrten. Mit den Erdarbeiten wurde am 14. November 1827 begonnen, die Grundsteinlegung erfolgte am 18. Juni 1828. Die sieben Bögen waren am 18. Juni 1830 fertiggestellt. Die Freigabe der Brücke erfolgte am 2. Oktober 1831. 
Obwohl die Brücke den Zweiten Weltkrieg überstand, wurde Anfang der 1950er Jahre eine neue, breitere Brücke geplant. Ziel war es, den wachsenden Verkehr zu bewältigen, aber auch den langsamen örtlichen Verkehr vom Fernverkehr zu trennen. Aus diesem Grund wurde eine zweigeschossige Brücke geplant. Die Arbeitsgemeinschaft MAN Gustavsburg erhielt im Frühjahr 1952 den Zuschlag zum Bau der Doppelstockbrücke. Am 14. März 1957 wurde die Brücke vom damaligen Bundesverkehrsminister Hans-Christoph Seebohm eröffnet. Die Wilhelmsbrücke wurde anschließend im Frühjahr 1957 abgerissen. 

## Beschreibung
Die Brücke hat mit der oberen Fahrbahn eine Höhe von bis zu 28 Metern über der Talsohle, die Länge der Brücke beträgt etwa 184 Meter. Über diesen Teil der Brücke führt die Bundesstraße 3. Die untere Fahrbahn liegt etwa 21 Meter über der Talsohle und ist etwa 117 Meter lang. Über diesen Teil der Brücke führt der lokale Verkehr. Die Auffahrten des unteren Teils der Brücke stammen noch von der Wilhelmsbrücke. Die Breite der oberen Brücke beträgt 28 Meter, die untere Fahrbahn ist 7,5 Meter breit. 
Erbaut wurde die Brücke aus Stahlvollwandträgern. Die Pfeiler und die Fahrbahn wurden in Stahlbeton erstellt. Die obere Brücke wird von vier Doppelpfeilern getragen. Die untere Brücke endet bei den beiden äußeren Pfeilern. Zusätzlich hängt die untere Brücke mit 72 Stahlstangen mit einem Durchmesser von 58 Millimetern an der oberen Brücke. Der untere Brückenteil ist somit eine Hängebrücke.
Um starke Steigungen für die obere Fahrbahn zu vermeiden, wurde die Bundesstraße 3 auf 1,2 Kilometern neu trassiert und es gab Einschnitte in das Gelände.